# Clan Matsudaira

Mon du clan Matsudaira.

Le clan Matsudaira (松平氏) est un clan du Japon médiéval originaire de la province de Mikawa. Il est connu pour être lié aux shoguns Tokugawa puisque Tokugawa Ieyasu est un membre du clan Matsudaira ; il est connu sous le nom de Matsudaira Takechiyo (松平竹千代).

## Branches
Le clan Matsudaira était divisé en 14 branches :
- Takenoya (竹谷)
- Katanohara (形原)
- Ōgusa (大草)
- Nagasawa (長沢)
- Nōmi (能見)
- Goi (五井)
- Fukōzu (深溝)
- Ogyū (大給)
- Takiwaki (滝脇)
- Fukama (福釜)
- Sakurai (桜井)
- Tōjō (東条)
- Fujii (藤井)
- Mitsugi (三木)

La plupart de ces branches ont fourni des daimyos mineurs lors de la période Edo.

## Galerie

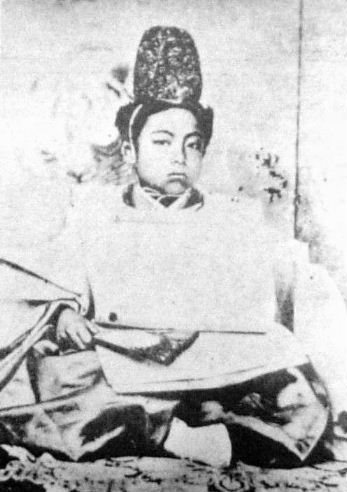
Matsudaira Shichirōma, le futur Tokugawa Yoshinobu.
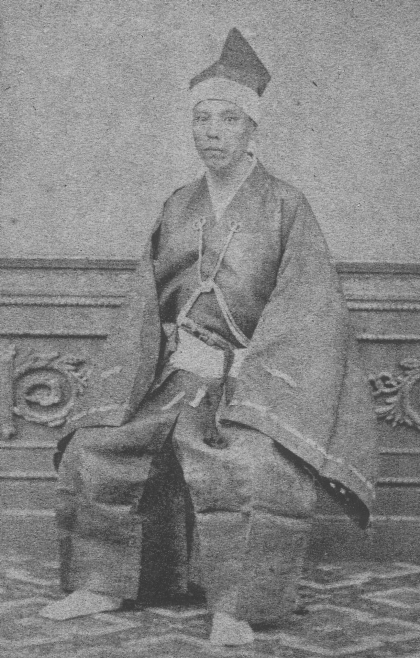
Matsudaira Mochiaki, dernier daimyō de Fukui.
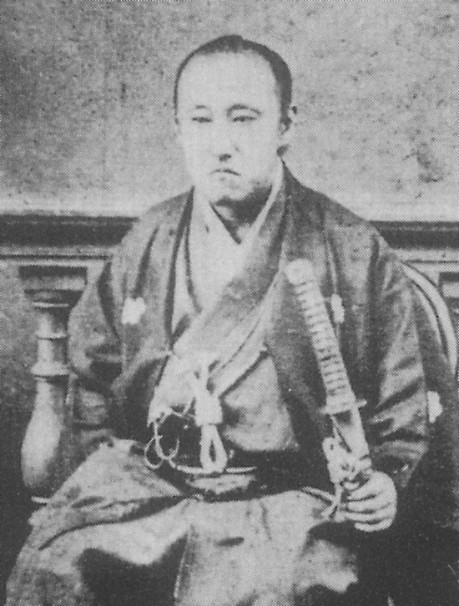
Matsudaira Sadayasu, dernier daimyō de Matsue.
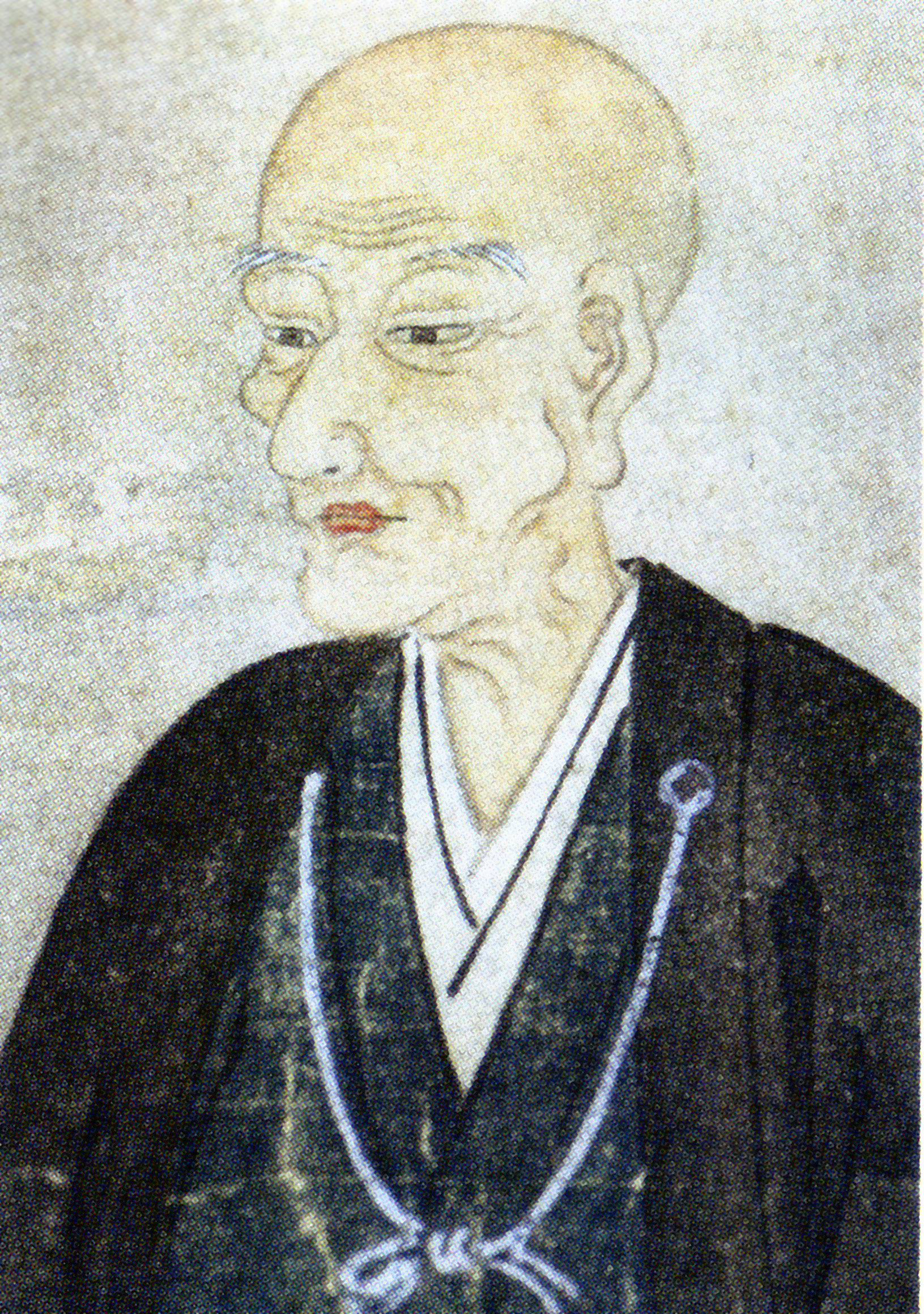
Matsudaira Harusato (Fumai), daimyō de Matsue
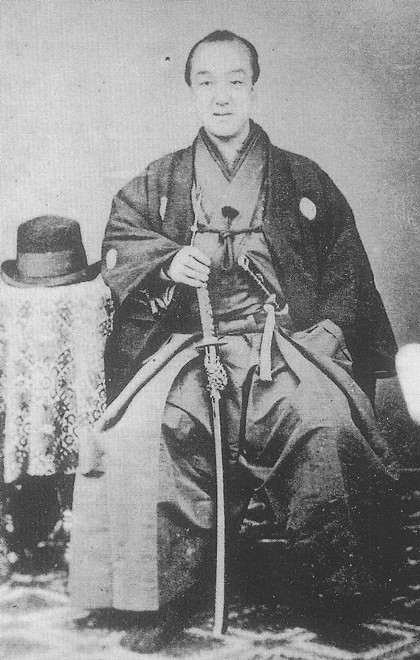
Matsudaira Yoritoshi, dernier daimyō de Takamatsu.
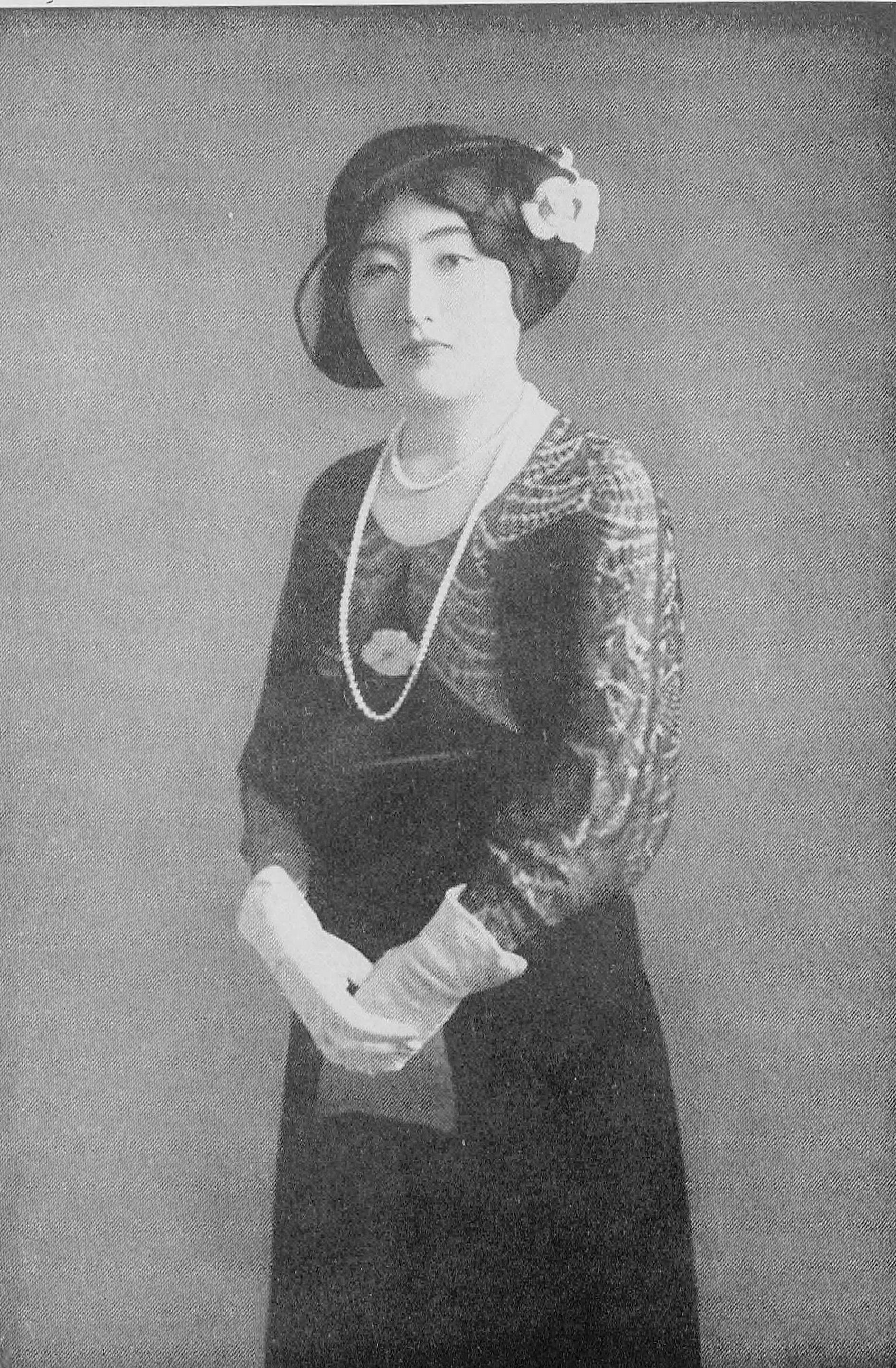
Princesse Chichibu.
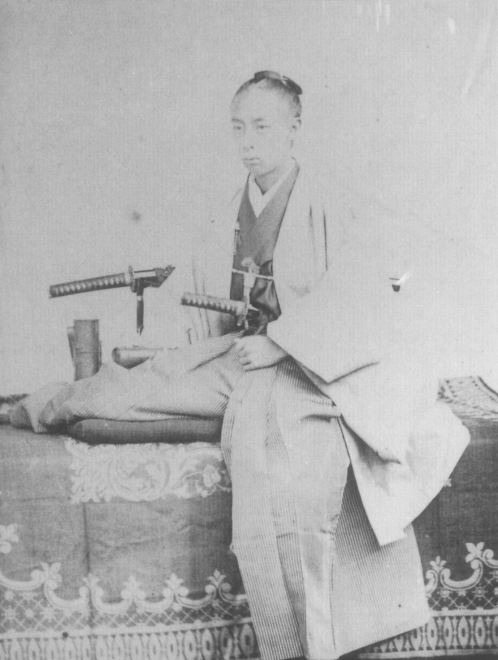
Matsudaira Tadanari, dernier daimyō d'Ueda.
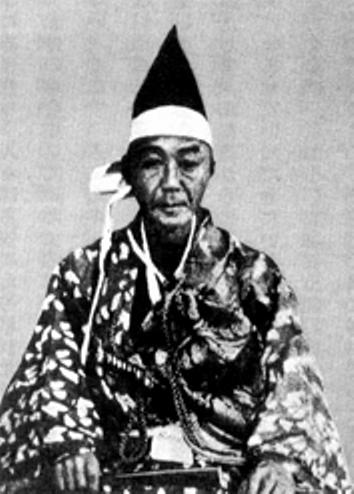
Nagai Naoyuki, fils de Okutono, daimyō Matsudaira Noritada.

## Généalogies essentielles

### Lignée principale (shoguns Tokugawa)
- Serata Arichika
- Matsudaira Chikauji
- Matsudaira Yasuuji
- Matsudaira Nobumitsu
- Matsudaira Chikatada (1431-1501)
- Matsudaira Nagachika (1473-1544)
- Matsudaira Nobutada (1486-1531)
- Matsudaira Kiyoyasu (1511-1535)
- Matsudaira Hirotada (1526-1549)
- Tokugawa Ieyasu (1543-1616)
- Tokugawa Hidetada (1579-1632)
- Tokugawa Iemitsu (1604-1651)
- Tokugawa Ietsuna (1641-1680)
- Tokugawa Tsunayoshi (1646-1709)
- Tokugawa Ienobu (1662-1712)
- Tokugawa Ietsugu (1709-1716)
- Tokugawa Yoshimune (1684-1751)
- Tokugawa Ieshige (1712-1761)
- Tokugawa Ieharu (1737-1786)
- Tokugawa Ieyoshi (1793-1853)
- Tokugawa Iesada (1824-1858)
- Tokugawa Iemochi (1846-1866)
- Tokugawa Yoshinobu (1837-1913)
- Tokugawa Iesato (1863-1940)
- Iemasa Tokugawa (1884-1963)
- Tsunenari Tokugawa (en)(1940-)

### Clan Hoshina-Matsudaira (Aizu)
- Hoshina Masayuki (1611-1673)
- Hoshina Masatsune (1647-1681)
- Matsudaira Masakata (1669-1731)
- Matsudaira Katasada (1724-1750)
- Matsudaira Katanobu (1744-1805)
- Matsudaira Kataoki (1779-1806)
- Matsudaira Katahiro (1803-1822)
- Matsudaira Katataka (1806-1852)
- Matsudaira Katamori (1836-1893)
- Matsudaira Nobunori (1855-1891)
- Matsudaira Kataharu (1869-1910)
- Matsudaira Morio (1878-1944)
- Matsudaira Morisada (1926-)
- Matsudaira Morihisa

### Clan Yūki-Matsudaira (Echizen)
- Yūki Hideyasu (1574-1607)
- Matsudaira Tadanao (1595-1650)
- Matsudaira Tadamasa (1598-1645)
- Matsudaira Mitsumichi (1636-1674)
- Matsudaira Masachika (1640-1711)
- Matsudaira Tsunamasa (1661-1699)
- Yoshinori (anciennement Masachika)
- Matsudaira Yoshikuni (1681-1722)
- Matsudaira Munemasa (1675-1724)
- Matsudaira Munenori (1715-1749)
- Matsudaira Shigemasa (1743-1758)
- Matsudaira Shigetomi (1748-1809)
- Matsudaira Haruyoshi (1768-1826)
- Matsudaira Naritsugu (1811-1835)
- Matsudaira Yoshinaga (1828-1890)
- Matsudaira Mochiaki (1836-1890)

### Clan Ochi-Matsudaira (Hamada)
- Matsudaira Kiyotake (1663-1724)
- Matsudaira Takemasa (1702-1728)
- Matsudaira Takemoto (1714-1779)
- Matsudaira Takehiro (1754-1789)
- Matsudaira Nariatsu (1783-1839)
- Matsudaira Takeoki (1827-1842)
- Matsudaira Takeshige (1825-1847)
- Matsudaira Takeakira (1842-1882)
- Matsudaira Takenaga

### Clan Hisamatsu-Matsudaira (Kuwana)
- Matsudaira Sadatsuna (1592-1652)
- Matsudaira Sadayoshi (1632-1657)
- Matsudaira Sadashige (1644-1717)
- Matsudaira Sadamichi (1677-1718)
- Matsudaira Sadateru (1704-1725)
- Matsudaira Sadanori (1680-1727)
- Matsudaira Sadayoshi (1709-1770)
- Matsudaira Sadakuni (1720-1790)
- Matsudaira Sadanobu (1759-1829)
- Matsudaira Sadanaga (1791-1838)
- Matsudaira Sadakazu (1812-1841)
- Matsudaira Sadamichi (1831-1859)
- Matsudaira Sadaaki (1847-1908)
- Matsudaira Sadanori (1857-1899)

### Clan Ogyū-Matsudaira (Okutono)
- Matsudaira Sanetsugu
- Matsudaira Noritsugu (1632-1687)
- Matsudaira Norinari (1658-1703)
- Matsudaira Norizane (1686-1716)
- Matsudaira Mitsunori (1716-1742)
- Matsudaira Noriyasu (1739-1783)
- Matsudaira Noritomo (1760-1824)
- Matsudaira Noritada (1777-1818)
- Matsudaira Noriyoshi (1791-1827)
- Matsudaira Noritoshi (1811-1854)
- Matsudaira Norikata (1839-1910)
- Matsudaira Noritake